# SMS Admiral Spaun
Az SMS Admiral Spaun az Osztrák–Magyar Monarchia haditengerészetének egyik gyorscirkálója volt. Ez a névadó hajója az Admiral Spaun osztálynak is, amelynek végül egyetlen elkészült hajója lett.

## Előzmények
A 20. század elején a K. u. k. haditengerészet számára nyilvánvalóvá vált, hogy egy teljesen újfajta hajótípust kell majd építeni a megváltozott idők szellemében. A megnövekedett sebesség hatására olyan újfajta cirkálóra volt szükség, amely megfelelően tudott együttműködni a nagysebességű rombolókkal, kihasználva mozgékonyságukat. Ezért szükség volt a turbinahajtás beépítésére, ami még újdonságnak számított ekkoriban.

## Építése
A hajó terveit Siegfried Popper prágai hajóépítő mérnök készítette, aki a más nemzetbeli hajókat tekintette példaképnek, így tervezte meg az új egységet. A munkákra a szerződést a pólai Arsenal kapta, a hajógerinc lefektetése 1908. május 30-án történt meg, a vízre bocsátás 1909. október 30-ra datálható. Szolgálatba rá több mint egy évre, 1910. november 15-től állt. A meghajtást két magas nyomású, két alacsony nyomású és két menetturbina biztosította. Mivel könnyű cirkálónak épült, ezért vékony övpáncélzatot terveztek a mérnökök. A fő fegyverzetet a 10 cm-es lövegek adták, amikről később a háború folyamán kiderült, hogy a legnagyobb hátránya a hajónak. Ennek ellenére nem építették át, sem az utód-osztálynál, a Helgoland-osztálynál sem. Mindezektől függetlenül a háború kitörésekor a Monarchia legmodernebb cirkálóinak számítottak a módosított, Helgoland osztályú cirkálókkal egyetemben. Így az Adria térségében ez a hajó volt az első mintapéldánya annak az „Üss és fuss!” taktikának, amely a később is jellemezte a Monarchia gyorscirkálóinak bevetését. A tengeri csatákban az ellenfél 15 cm-es lövegeivel felszerelt hajóival szemben a tűzpárbajban alulmaradt, ezért kénytelen volt mozgékonyságát kihasználni. Hatékony tüzeléshez kb. 5 km-re kellett megközelítenie a célpontot. Emiatt 1917-ben megfontolandónak tartották a főfegyverzetet 2×15 cm-es L/50 és 4 x 10 cm L/40, vagy 6 x 12 cm L/45 lövegre erősíteni, de ezek csak tervek maradtak. Mindettől függetlenül a légvédelmi fegyverzetet fejlesztették.

## Bevetések
- 1911-ben egy közös flottademonstráció részeként a levantei hajóutakon vonult fel
- 1912-ben ismét levantei felvonulás
- 1914. augusztus 7-én az egész flottával egyetemben kifutott a két német hadihajó, az SMS Goeben és SMS Breslau biztosítására, Pólába kísérésére. A Blanca-foknál visszafordultak a hajók, az akció sikertelen maradt.
- 1915. május 23-án a teljes flottával egyetemben kifutott az olasz hadüzenet után, hogy az olasz keleti partokat támadja. Termoli és Campomarino ágyúzása.
- 1915. június 17-én az SMS Novarával őrjáratozott és a Tagliamento torkolatánál hadicélokat támadott
- 1915. június 27-én szintén a Novarával az Ancona-Pesaro vasútvonalat bombázta
- 1917. december 19-én csatahajókötelék részeként Cortelazzót támadta
- 1918. június 9-én készenlétbe helyezték a Cattarói-öböl, hogy a nagy támadó akció részeként vegyen részt az Otrantói tengerzár áttörésében. Mivel az olasz haditengerészet időközben elsüllyesztette az SMS Szent Istvánt, ezért az akciót törölték.

## Sorsa a háború után
1918 novemberében lefoglalták az olaszok, és mint hadizsákmány vett részt Velencében a győzelmi parádén 1919. március 25-én. 1920. január végéig itt is maradt, majd az antant tengeri bizottság Nagy-Britanniának ítélte, akik eladták az olaszoknak szétvágásra.

## A hajó neve
Az egység a Monarchia tengernagyáról, Hermann von Spaunról (1833-1919) kapta a nevét, aki 1897 decemberétől 1904 májusáig töltötte be ezt a tisztséget. A névadás szokatlan volt, ugyanis még életében nem neveztek el addig senkiről hajót, ha az illető nem a királyi családhoz tartozott.

## Fordítás
- Ez a szócikk részben vagy egészben az SMS Admiral Spaun című német Wikipédia-szócikk ezen változatának fordításán alapul.  Az eredeti cikk szerkesztőit annak laptörténete sorolja fel. Ez a jelzés csupán a megfogalmazás eredetét és a szerzői jogokat jelzi, nem szolgál a cikkben szereplő információk forrásmegjelöléseként.